# Смирнов-Аляев, Георгий Александрович
Георгий Александрович Смирнов-Аляев (1898—1979) — советский учёный-технолог, специалист в области теории пластичности, профессор. Один из создателей современной теории пластичности, основатель ленинградской научной школы теории обработки материалов давлением и организатор первой в СССР лаборатории пластических деформаций.

## Биография
Родился 5 декабря 1898 года[по какому календарю?] в Москве в семье учителя средней школы.
В 1901 году семья переехала в Петербург, где он окончил с золотой медалью гимназию (училище Св. Петра) и был принят в Институт инженеров путей сообщения. В 1923 году, после окончания института, пошёл работать на Ленинградский завод «Большевик»; больше двух лет трудился в тракторном отделе — слесарем, токарем и фрезеровщиком, затем был лаборантом в механической лаборатории завода. В 1925 году завод выдвинул его для работы инженером-конструктором во вновь организованном конструкторском бюро при управлении Военно-Морских сил РККА.
В январе 1930 года перешёл на работу в Ленинградский университет, сначала младшим ассистентом химического факультета, затем был преподавателем механического факультета. С 1 марта 1931 года — научный сотрудник лаборатории оптического метода НИИММ. В 1933 году организовал в НИИМ лабораторию пластических деформаций и с 11 июля 1933 года стал её заведующим. Одновременно с преподавательской деятельностью в ЛГУ он читал лекции в Артиллерийской академии (1930—1932) и Ленинградском химико-технологическом институте (1930—1935).
С 1939 года до конца жизни работал в Ленинградском военно-механическом институте (ЛВМИ); сначала — заведующий специальной кафедрой патронно-гильзового производства; в 1946 году возглавил кафедру обработки металлов давлением; с 1953 года — заместитель директора института по научной работе.
Доктор технических наук (1941), профессор (1944).
В 1942 году был в эвакуации в г. Черепаново Новосибирской области. В течение 1942—1950 годов работал в ЛИТМО, был профессором кафедры технологии приборостроения.
Под научным руководством Смирнова-Аляева были выполнены и защищены 36 кандидатских и 4 докторских диссертации. Автор более 100 научных трудов.
Указом Президиума Верховного Совета РСФСР от 12 октября 1965 года ему было присвоено почётное звание заслуженного деятеля науки и техники РСФСР. Был награждён орденами Трудового Красного Знамени, Знак Почёта и медалями.
Умер в 1979 году. Похоронен на Большеохтинском кладбище (Читинская дорога); на могиле установлена гранитная стела.